# فرد ويلر
فرد ويلر (بالإنجليزية: Fred Weller)‏ (و. 1966  م) هو ممثل مسرحي، وممثل أفلام، وممثل تلفزي أمريكي، ولد في نيو أورلينز.

## التعليم
تعلم في مدرسة جوليارد، وتعلم في جامعة ولاية كارولينا الشمالية في تشابل هيل
.

## وصلات خارجية
- فرد ويلر على موقع IMDb (الإنجليزية)
- فرد ويلر على موقع ألو سيني (الفرنسية)
- فرد ويلر على موقع أول موفي (الإنجليزية)
- فرد ويلر على موقع قاعدة بيانات برودواي على الإنترنت (الإنجليزية)
- فرد ويلر على موقع إن إن دي بي (الإنجليزية)
- فرد ويلر على موقع قاعدة بيانات الفيلم (الإنجليزية)
- فرد ويلر على موقع كينوبويسك (الروسية)